# Wilhelm Jerger
Wilhelm Jerger (eigentlich Jerabek; * 27. September 1902 in Wien; † 24. April 1978 in Linz) war ein österreichischer Komponist, Dirigent, Musikpädagoge und Musikhistoriker.

## Leben und Wirken
Wilhelm Jerger begann 1916 ein Musikstudium an der k. k. Akademie für Musik und darstellende Kunst mit Hauptfach Kontrabass bei Eduard Madensky; zusätzlich studierte er bei Eusebius Mandyczewski Musiktheorie und bei Franz Schalk Dirigieren. 1922 beendete er das Studium mit der Reifeprüfung und wurde im gleichen Jahr als Kontrabassist vom Wiener Staatsopernorchester engagiert. In den Jahren 1922/23 und von 1925 bis 1927 studierte Jerger Musikwissenschaft an der Universität Wien bei Guido Adler. Neben seiner Tätigkeit beim Staatsopernorchester unterrichtete Jerger ab 1936 am Wiener Volkskonservatorium und erhielt 1938 einen Lehrauftrag für Instrumentenkunde an der Reichshochschule für Musik in Wien.
Jerger trat zum 1. Mai 1932 der NSDAP bei (Mitgliedsnummer 1.207.001) und war Angehöriger der SS (SS-Nummer 382.222). 1938 wurde Jerger auch vom Landeskulturverwalter der NSDAP in Wien, Staatssekretär Hermann Stuppäck, zum kommissarischen Leiter der Wiener Philharmoniker bestellt. Am 22. Dezember 1939 ernannte ihn Goebbels im Einvernehmen mit dem Gauleiter Schirach zum Vorstand des Vereins Wiener Philharmoniker. Am 20. April 1938 wurde er von Adolf Hitler zum Kammermusiker ernannt; 1939 wurde er „Ratsherr der Stadt Wien“ und 1942 folgte die Ernennung zum Professor.
Nach dem Ende des Zweiten Weltkrieges wurde er im Rahmen der Entnazifizierung seines Postens enthoben und ging nach Salzburg. 1948 übersiedelte er nach Luzern und nahm an der Universität Freiburg (Schweiz) das Studium wieder auf; 1952 beendete er es mit der Erlangung des Doktorates der Philosophie. 1958 kehrte er nach Österreich zurück und übernahm am 15. August desselben Jahres die Direktion des Bruckner-Konservatoriums, die er bis 1973 innehatte.
Wilhelm Jerger war katholisch, verheiratet mit Martha Jerger. Ihr gemeinsamer Sohn, Veit W. Jerger, wurde am 1. September 1932 in Wien geboren und schlug ab 1975 eine Laufbahn als Dramaturg, Regisseur und Intendant ein.
Jergers bekannteste Komposition ist die „Salzburger Hof- und Barockmusik“, ein kammermusikalisches Werk in vier Sätzen im Stil des Barock.

## Auszeichnungen
- Ehrenring der Wiener Philharmoniker
- Franz-Schalk-Medaille der Wiener Philharmoniker in Silber

## Werkliste (Auswahl)
- Concerto grosso, für Streichorchester, Klavier und Orgel ad lib.
- Hymnen an den Herrn. Ein Volksoratorium nach Texten deutscher Mystiker für Soli, Chor, Orchester und Orgel. Textfassung vom Komponisten. Klavierauszug mit Gesang vom Komponisten. Universal-Edition, Wien 1938
- Theresianische Feste, für Orchester
- 1. Symphonie, Klassische Symphonie, für Orchester
- Symphonische Variationen über ein Choralthema, für Orchester
- Österreichische Bauernlieder, für Orchester

## Schriften
- Erbe und Sendung, Wiener Verlag Ernst Sopper & Karl Bauer, Wien, 1942, anlässlich des 100-jährigen Bestehens der Wiener Philharmoniker
- August Göllerichs Wirken für Franz Liszt in Linz. In: Burgenländische Heimatblätter. 23, Eisenstadt 1961, Heft 4, S. 233–236, zobodat.at [PDF]
- Vom Musikverein zum Bruckner-Konservatorium 1823–1963, Linz 1963.
- August Göllerich, Schüler und Interpret von Franz Liszt. In: Oberösterreichische Heimatblätter. Jahrgang 26, Linz 1972, Heft 1/2, S. 23–32, ooegeschichte.at [PDF].
- Franz Liszts Klavierunterricht von 1884-1886, dargestellt an den Tagebuchaufzeichnungen von August Göllerich. Regensburg 1975, ISBN 3-7649-2091-2.
- August Göllerich. In: Friedrich Blume (Hrsg.): Die Musik in Geschichte und Gegenwart. Erste Ausgabe, Band 16, Kassel et altera 1979, Spalte 493.